# Distribución beta
En teoría de la probabilidad y en estadística, la distribución beta es una familia de distribuciones continuas de probabilidad definidas en el intervalo {\displaystyle (0,1)} parametrizada por dos parámetros positivos de forma, denotados por {\displaystyle \alpha } y {\displaystyle \beta }, que aparecen como exponentes de la variable aleatoria y controlan la forma de la distribución.
La generalización de esta distribución a varias variables es conocida como la distribución de Dirichlet.

## Definición

### Notación
Si una variable aleatoria continua {\displaystyle X} tiene una distribución beta con parámetros {\displaystyle \alpha ,\beta >0} entonces escribiremos {\displaystyle X\sim \mathrm {B} (\alpha ,\beta )}.
Otras notaciones para la distribución beta usadas son {\displaystyle X\sim \operatorname {Beta} (\alpha ,\beta )}, {\displaystyle X\sim {\mathcal {Be}}(\alpha ,\beta )} o {\displaystyle X\sim \beta _{\alpha ,\beta }}. 

### Función de densidad
La función de densidad de {\displaystyle X} es
{\displaystyle f_{X}(x)={\frac {x^{\alpha -1}(1-x)^{\beta -1}}{\mathrm {B} (\alpha ,\beta )}}}
para valores {\displaystyle 0<x<1} donde {\displaystyle \mathrm {B} (\alpha ,\beta )} es la función beta y se define para {\displaystyle \alpha ,\beta >0} como
{\displaystyle \mathrm {B} (\alpha ,\beta )=\int _{0}^{1}x^{\alpha -1}(1-x)^{\beta -1}dx}
y algunas de las propiedades que satisface son:
1. {\displaystyle \mathrm {B} (\alpha ,\beta )=\mathrm {B} (\beta ,\alpha )}
2. {\displaystyle \mathrm {B} (\alpha ,\beta )={\frac {\Gamma (\alpha )\Gamma (\beta )}{\Gamma (\alpha +\beta )}}}

### Función de distribución
La función de distribución de {\displaystyle X} es
{\displaystyle F_{X}(x)={\frac {\mathrm {B} (x;\alpha ,\beta )}{\mathrm {B} (\alpha ,\beta )}}=I_{x}(\alpha ,\beta )}
donde {\displaystyle \mathrm {B} (x;\alpha ,\beta )} es la función beta incompleta y {\displaystyle I_{x}(\alpha ,\beta )} es la función beta incompleta regularizada.

## Propiedades
Si {\displaystyle X\sim \mathrm {B} (\alpha ,\beta )} entonces la variable aleatoria {\displaystyle X} satisface algunas propiedades.

### Media
La media de la variable aleatoria {\displaystyle X} es
{\displaystyle {\text{E}}[X]={\frac {\alpha }{\alpha +\beta }}}

### Varianza
La varianza de la variable aleatoria {\displaystyle X} es
{\displaystyle {\text{Var}}(X)={\frac {\alpha \beta }{(\alpha +\beta +1)(\alpha +\beta )^{2}}}}.

### Moda
La moda de la variable aleatoria {\displaystyle X} es
{\displaystyle {\frac {\alpha -1}{\alpha +\beta -2}}}
para valores de {\displaystyle \alpha ,\beta >1}.

### Momentos
El {\displaystyle n}-ésimo momento de {\displaystyle X} es
{\displaystyle {\begin{aligned}{\text{E}}[X^{n}]&={\frac {\mathrm {B} (\alpha +n,\beta )}{\mathrm {B} (\alpha +\beta )}}\\&=\prod _{r=0}^{n-1}{\frac {\alpha +r}{\alpha +\beta +r}}\\&={\frac {\alpha (\alpha +1)\cdots (\alpha +n-1)}{(\alpha +\beta )(\alpha +\beta +1)\cdots (\alpha +\beta +n-1)}}\end{aligned}}}
para {\displaystyle n\in \mathbb {N} }.

### Función generadora de momentos
La función generador de momentos de la variable aleatoria {\displaystyle X} está dada por
{\displaystyle {\begin{aligned}M_{X}(t)&=\sum _{n=0}^{\infty }{\frac {t^{n}}{n!}}{\frac {\mathrm {B} (\alpha +n,\beta )}{\mathrm {B} (\alpha ,\beta )}}\\&=1+\sum _{n=1}^{\infty }\left(\prod _{r=0}^{n-1}{\frac {\alpha +r}{\alpha +\beta +r}}\right){\frac {t^{n}}{n!}}\end{aligned}}}

### Media geométrica
El logaritmo de la media geométrica {\displaystyle G_{X}} de una distribución con variable aleatoria {\displaystyle X} es la media aritmética de {\displaystyle \ln(X)} o equivalentemente, su valor esperado:
{\displaystyle \ln G_{X}=\operatorname {E} [\ln X]}
Para una distribución beta:
{\displaystyle {\begin{aligned}\operatorname {E} [\ln X]&=\int _{0}^{1}\ln xf_{X}(x)dx\\&=\int _{0}^{1}\ln x\;{\frac {x^{\alpha -1}(1-x)^{\beta -1}}{\mathrm {B} (\alpha ,\beta )}}dx\\&={\frac {1}{\mathrm {B} (\alpha ,\beta )}}\int _{0}^{1}{\frac {\partial x^{\alpha -1}(1-x)^{\beta -1}}{\partial \alpha }}\;dx\\&={\frac {1}{\mathrm {B} (\alpha ,\beta )}}{\frac {\partial }{\partial \alpha }}\int _{0}^{1}x^{\alpha -1}(1-x)^{\beta -1}dx\\&={\frac {1}{\mathrm {B} (\alpha ,\beta )}}{\frac {\partial \mathrm {B} (\alpha ,\beta )}{\partial \alpha }}\\&={\frac {\partial \ln \mathrm {B} (\alpha ,\beta )}{\partial \alpha }}\\&={\frac {\partial \ln \Gamma (\alpha )}{\partial \alpha }}-{\frac {\partial \ln \Gamma (\alpha +\beta )}{\partial \alpha }}\\&=\psi (\alpha )-\psi (\alpha +\beta )\end{aligned}}}
donde {\displaystyle \psi } es la función digamma.

## Distribuciones relacionadas

### Transformaciones
- Si {\displaystyle X\sim \mathrm {B} (\alpha ,\beta )} entonces {\displaystyle 1-X\sim \mathrm {B} (\beta ,\alpha )}.
- Si {\displaystyle X\sim \mathrm {B} (\alpha ,\beta )} entonces {\displaystyle {\frac {X}{1-X}}\sim \beta '(\alpha ,\beta )}, la distribución beta de segundo orden.
- Si {\displaystyle X\sim \mathrm {B} \left({\frac {n}{2}},{\frac {m}{2}}\right)} entonces {\displaystyle {\frac {mX}{n(1-X)}}\sim F_{n,m}}.
- Si {\displaystyle X\sim \mathrm {B} (\alpha ,1)} entonces {\displaystyle -\ln(X)\sim \operatorname {Exponencial} (\alpha )}.

### Casos particulares
- Si {\displaystyle X\sim \mathrm {B} (1,1)} entonces {\displaystyle X\sim \operatorname {U} (0,1)}.
- {\displaystyle \lim _{n\to \infty }n\mathrm {B} (1,n)=\operatorname {Exponencial} (1)}.
- {\displaystyle \lim _{n\to \infty }n\mathrm {B} (k,n)=\Gamma (k,1)}.
- Un caso partícular de la Distribución Beta es la Distribución PERT que toma tres parámetros: Optimista, más frecuente y pesimista.

## Véase también

Animación de la función de densidad de la distribución Beta para diferentes valores de sus parámetros